# Aldegonde de Bavière
 (mars 2020).
Si vous disposez d'ouvrages ou d'articles de référence ou si vous connaissez des sites web de qualité traitant du thème abordé ici, merci de compléter l'article en donnant les références utiles à sa vérifiabilité et en les liant à la section « Notes et références ».
Titre
Duchesse-consort de Modène, de Reggio, de Massa et Princesse-consort de Carrare
21 janvier 1846 – 11 juin 1859
(13 ans, 4 mois et 21 jours)
Adelgonde de Bavière (en allemand : Aldegunde Auguste Charlotte Caroline Elisabeth Amalie Marie Sophie Luise von Bayern), née le 19 mars 1823 à Wurtzbourg et morte le 28 octobre 1914 à Munich, est une princesse de Bavière, devenue par son mariage duchesse de Modène et Reggio.

## Biographie

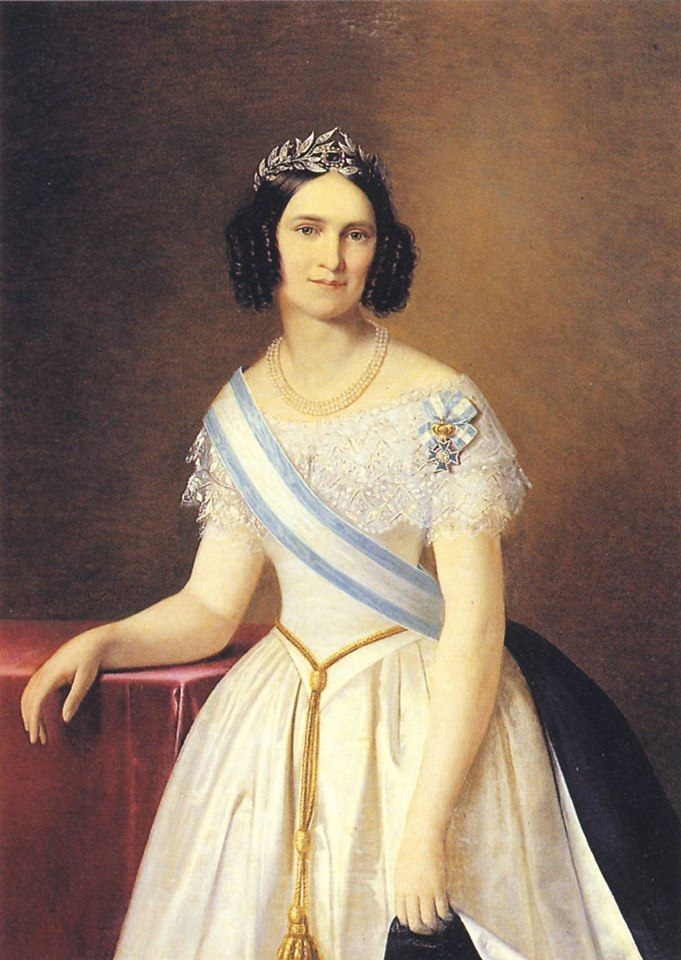
La duchesse de Modène, portant l'écharpe de l'ordre de Thérèse.

Fille du roi Louis Ier de Bavière et de Thérèse de Saxe-Hildburghausen, la princesse Adelgonde compte parmi ses frères et sœurs le roi Maximilien II de Bavière, la grande-duchesse de Hesse Mathilde, le roi Othon Ier de Grèce, et le prince-régent de Bavière, Luitpold.
En 1839, à l'occasion d'une visite officielle, elle rencontre le prince héréditaire de Modène et Reggio, François de Habsbourg-Este (1819-1875). Outre des sentiments réciproques, des raisons politiques poussent à unir les deux jeunes gens, qui se marient à Munich, le 30 mars 1842. Dès le 16 avril suivant, le couple entame son voyage vers Modène.
Quatre ans plus tard, son beau-père François IV meurt, et son mari devient duc de Modène et Reggio sous le nom de François V.
Lors des révolutions qui secouent l'Europe en 1848, un soulèvement populaire force le couple ducal à quitter Modène et à trouver refuge en territoires autrichiens. Ils seront rétablis sur leur trône par les troupes autrichiennes l'année suivante.
Dans l'intervalle, le couple donne naissance à une unique fille, morte au berceau : Anne-Béatrice de Habsbourg-Lorraine-Este (19 octobre 1848 - 8 juillet 1849).
En 1859, le duché de Modène est envahi par les armées franco-savoyardes. Le 14 juin, François V doit à nouveau se résoudre à la fuite et trouve refuge avec la duchesse en Autriche. Le 18 mars 1860, le roi Victor-Emmanuel II annexe le duché au royaume de Sardaigne, et François ne peut, quelques jours plus tard, que protester sans effet.
Chassé de ses États, le couple se réfugie à Vienne et partage sa vie entre sa parenté autrichienne et bavaroise.
Veuve en 1875, Aldegonde demeure en Bavière où elle gagne une grande influence sur son frère, le prince-régent Luitpold, dont le fils aîné a épousé la dernière descendante de la branche de Modène.
La duchesse meurt au commencement de la Première Guerre mondiale, deux ans après son frère, à l'âge de 91 ans.

## Honneurs
- Dame de l'ordre de la Croix étoilée (Autriche)
- Dame de l'ordre de Sainte-Élisabeth (Bavière)
- Dame de l'ordre de Thérèse (Bavière)